# Coppa del Mondo di nuoto 2003-2004
La XVI edizione della Coppa del Mondo di nuoto (FINA Swimming World Cup 2003-2004) si disputò complessivamente tra il 24 novembre 2003 e l'8 febbraio 2004.
Le gare si svolsero nell'arco di otto tappe, una in più rispetto all'edizione precedente: alla tappa cinese di Shanghai subentrarono quella sudcoreana di Daejeon e quella sudafricana di Durban.
I vincitori furono gli stessi di due anni prima: nelle classifiche generali maschile e femminile si imposero infatti rispettivamente lo statunitense Ed Moses e la slovacca Martina Moravcová.

## Calendario
| Anno | Cluster               | # | Date             | Sede                          | Impianto                            |
| ---- | --------------------- | - | ---------------- | ----------------------------- | ----------------------------------- |
| 2003 | Asia/ Oceania/ Africa | 1 | 24 - 25 novembre | Daejeon, Corea del Sud        | Chung-mu Swimming Pool              |
| 2003 | Asia/ Oceania/ Africa | 2 | 28 - 30 novembre | Melbourne, Australia          | Melbourne Sports and Aquatic Centre |
| 2003 | Asia/ Oceania/ Africa | 3 | 5 - 7 dicembre   | Durban, Sudafrica             | Kings Park Aquatic Centre           |
|      |                       |   |                  |                               |                                     |
| 2004 | Europa                | 4 | 13 - 14 gennaio  | Stoccolma, Svezia             | Eriksdalsbadet                      |
| 2004 | Europa                | 5 | 17 - 18 gennaio  | Berlino, Germania             | Europa-Sportpark                    |
| 2004 | Europa                | 6 | 21 - 22 gennaio  | Mosca, Russia                 | Olympiisky Tcenter                  |
| 2004 | America               | 7 | 30 - 31 gennaio  | East Meadow (NY), Stati Uniti | Nassau County Aquatic Center        |
| 2004 | America               | 8 | 6 - 8 febbraio   | Rio de Janeiro, Brasile       |                                     |

## Classifiche finali

### Maschile
| Pos. | Atleta   | Nazionale   |
| ---- | -------- | ----------- |
| Oro  | Ed Moses | Stati Uniti |

### Femminile
| Pos. | Atleta            | Nazionale  |
| ---- | ----------------- | ---------- |
| Oro  | Martina Moravcová | Slovacchia |

## Vincitori

### Daejeon
| Gara         | Atleti                          | Perf.         | Gara  | Atleti                        | Perf.           | Gara   | Atleti                         | Perf.           |
| ------------ | ------------------------------- | ------------- | ----- | ----------------------------- | --------------- | ------ | ------------------------------ | --------------- |
| Stile libero |                                 |               |       |                               |                 |        |                                |                 |
| 50 m         | Robert Zaabadick Katrin Meißner | 22"29 25"21   | 200 m | Stefan Herbst Jana Kločkova   | 1'45"15 1'58"78 | 800 m  | Zheng Jing                     | 8'40"79         |
| 100 m        | Stefan Herbst Katrin Meißner    | 48"84 54"97   | 400 m | Justin Mortimer Jana Kločkova | 3'50"89 4'10"66 | 1500 m | Justin Mortimer                | 15'09"48        |
| Dorso        |                                 |               |       |                               |                 |        |                                |                 |
| 50 m         | Steffen Driesen Mai Nakamura    | 24"44 27"87   | 100 m | Steffen Driesen Mai Nakamura  | 52"76 59"48     | 200 m  | Gordan Kožulj Jana Kločkova    | 1'55"02 2'10"88 |
| Rana         |                                 |               |       |                               |                 |        |                                |                 |
| 50 m         | Roman Sludnov Mirna Jukić       | 28"08 31"40   | 100 m | You Seung-Hun Mirna Jukić     | 1'00"82 1'07"76 | 200 m  | You Seung-Hun Mirna Jukić      | 2'14"43 2'23"19 |
| Farfalla     |                                 |               |       |                               |                 |        |                                |                 |
| 50 m         | Ravil Nachaev Danni Miatke      | 24"19 27"08   | 100 m | Igor Marchenko Kate Corkran   | 52"99 1'00"17   | 200 m  | Kellan O'Connor Park Kyung-Hwa | 1'57"97 2'11"82 |
| Misti        |                                 |               |       |                               |                 |        |                                |                 |
| 100 m        | Stefan Herbst Jana Kločkova     | 54"89 1'03"25 | 200 m | Peter Mankoč Jana Kločkova    | 1'58"90 2'14"49 | 400 m  | Han Kyu-Chul Jana Kločkova     | 4'14"02 4'43"40 |

### Melbourne
Fonte
| Gara         | Atleti                        | Perf.         | Gara  | Atleti                           | Perf.           | Gara   | Atleti                          | Perf.           |
| ------------ | ----------------------------- | ------------- | ----- | -------------------------------- | --------------- | ------ | ------------------------------- | --------------- |
| Stile libero |                               |               |       |                                  |                 |        |                                 |                 |
| 50 m         | Jason Lezak Libby Lenton      | 21"68 24"19   | 200 m | Nicholas Sprenger Lindsay Benko  | 1'46"06 1'55"27 | 800 m  | Elka Graham                     | 8'17"97         |
| 100 m        | Jason Lezak Libby Lenton      | 47"36 52"64   | 400 m | Nicolas Rostoucher Lindsay Benko | 3'42"06 4'02"29 | 1500 m | Kurtis MacGillivary             | 14'50"94        |
| Dorso        |                               |               |       |                                  |                 |        |                                 |                 |
| 50 m         | Matt Welsh Nicole Seah        | 23"39 27"70   | 100 m | Matt Welsh Mai Nakamura          | 51"13 59"15     | 200 m  | Michael Phelps Margaret Hoelzer | 1'51"40 2'05"47 |
| Rana         |                               |               |       |                                  |                 |        |                                 |                 |
| 50 m         | Brenton Rickard Brooke Hanson | 27"17 30"24   | 100 m | Brenton Rickard Leisel Jones     | 59"00 1'05"09   | 200 m  | Ed Moses Leisel Jones           | 2'07"84 2'17"75 |
| Farfalla     |                               |               |       |                                  |                 |        |                                 |                 |
| 50 m         | Geoff Huegill Petria Thomas   | 23"46 26"20   | 100 m | Michael Phelps Petria Thomas     | 51"11 57"27     | 200 m  | Michael Phelps Petria Thomas    | 1'52"27 2'06"71 |
| Misti        |                               |               |       |                                  |                 |        |                                 |                 |
| 100 m        | Michael Phelps Brooke Hanson  | 53"30 1'00"47 | 200 m | Michael Phelps Amanda Beard      | 1'54"85 2'09"48 | 400 m  | Michael Phelps Jennifer Reilly  | 4'06"28 4'37"27 |

### Durban
Fonte
| Gara         | Atleti                            | Perf.         | Gara  | Atleti                           | Perf.           | Gara   | Atleti                        | Perf.           |
| ------------ | --------------------------------- | ------------- | ----- | -------------------------------- | --------------- | ------ | ----------------------------- | --------------- |
| Stile libero |                                   |               |       |                                  |                 |        |                               |                 |
| 50 m         | Roland Schoeman Martina Moravcová | 21"57 25"23   | 200 m | Ryk Neethling Martina Moravcová  | 1'44"05 1'56"30 | 800 m  | Chen Hua                      | 8'29"41         |
| 100 m        | Roland Schoeman Martina Moravcová | 47"70 54"26   | 400 m | Chad Carvin Camelia Potec        | 3'42"91 4'08"19 | 1500 m | Dragoş Coman                  | 14'51"38        |
| Dorso        |                                   |               |       |                                  |                 |        |                               |                 |
| 50 m         | Steffen Driesen Haley Cope        | 24"66 27"83   | 100 m | Steffen Driesen Ilona Hlaváčková | 52"28 58"82     | 200 m  | Steffen Driesen Melissa Corfe | 1'54"86 2'10"50 |
| Rana         |                                   |               |       |                                  |                 |        |                               |                 |
| 50 m         | Oleh Lisohor Staciana Stitts      | 26"97 31"60   | 100 m | Oleh Lisohor Staciana Stitts     | 59"69 1'07"63   | 200 m  | Terence Parkin Luo Nan        | 2'10"12 2'24"75 |
| Farfalla     |                                   |               |       |                                  |                 |        |                               |                 |
| 50 m         | Roland Schoeman Martina Moravcová | 23"25 26"53   | 100 m | Ryk Neethling Martina Moravcová  | 51"90 57"58     | 200 m  | Wu Peng Xu Yanwei             | 1'56"09 2'07"79 |
| Misti        |                                   |               |       |                                  |                 |        |                               |                 |
| 100 m        | Oleh Lisohor Martina Moravcová    | 55'09 1'01"63 | 200 m | Lucas Salatta Zhang Tianyi       | 1'58"68 2'12"03 | 400 m  | Thiago Pereira Zhang Tianyi   | 4'10"93 4'38"19 |

### Stoccolma
Fonte
| Gara         | Atleti                              | Perf.         | Gara  | Atleti                            | Perf.           | Gara   | Atleti                        | Perf.           |
| ------------ | ----------------------------------- | ------------- | ----- | --------------------------------- | --------------- | ------ | ----------------------------- | --------------- |
| Stile libero |                                     |               |       |                                   |                 |        |                               |                 |
| 50 m         | Jason Lezak Therese Alshammar       | 21"77 24"28   | 200 m | Ryk Neethling Melanie Marshall    | 1'43"85 1'55"62 | 800 m  | Rebecca Cooke                 | 8'23"57         |
| 100 m        | Jason Lezak Martina Moravcová       | 47"24 54"10   | 400 m | Jurij Prilukov Camelia Potec      | 3'41"10 4'02"99 | 1500 m | Jurij Prilukov                | 14'46"59        |
| Dorso        |                                     |               |       |                                   |                 |        |                               |                 |
| 50 m         | Randall Bal Gao Chang               | 23"92 27"61   | 100 m | Randall Bal Gao Chang             | 51"61 58"49     | 200 m  | Evgeny Aleshin Reiko Nakamura | 1'53"21 2'06"65 |
| Rana         |                                     |               |       |                                   |                 |        |                               |                 |
| 50 m         | Ed Moses Kristy Kowal               | 27"10 31"18   | 100 m | Ed Moses Emma Igelström           | 58"08 1'06"96   | 200 m  | Ed Moses Mirna Jukić          | 2'04"54 2'23"36 |
| Farfalla     |                                     |               |       |                                   |                 |        |                               |                 |
| 50 m         | Mike Mintenko Anna-Karin Kammerling | 23"75 25"98   | 100 m | Andrij Serdinov Martina Moravcová | 51"66 56"90     | 200 m  | Takeshi Matsuda Petria Thomas | 1'53"67 2'08"16 |
| Misti        |                                     |               |       |                                   |                 |        |                               |                 |
| 100 m        | Kōsuke Kitajima Martina Moravcová   | 53"71 1'00"32 | 200 m | Kōsuke Kitajima Zhou Yafei        | 1'56"68 2'11"05 | 400 m  | Brian Johns Zhou Yafei        | 4'09"92 4'35"46 |

### Berlino
Fonte
| Gara         | Atleti                           | Perf.         | Gara  | Atleti                            | Perf.           | Gara   | Atleti                       | Perf.           |
| ------------ | -------------------------------- | ------------- | ----- | --------------------------------- | --------------- | ------ | ---------------------------- | --------------- |
| Stile libero |                                  |               |       |                                   |                 |        |                              |                 |
| 50 m         | Jason Lezak Therese Alshammar    | 21"53 24"43   | 200 m | Ryk Neethling Camelia Potec       | 1'44"12 1'56"13 | 800 m  | Erika Villaécija             | 8'18"87         |
| 100 m        | José Meolans Malia Metella       | 47"61 53"30   | 400 m | Ryk Neethling Camelia Potec       | 3'39"91 4'02"00 | 1500 m | Dragoş Coman                 | 14'42"62        |
| Dorso        |                                  |               |       |                                   |                 |        |                              |                 |
| 50 m         | Randall Bal Gao Chang            | 23"89 27"19   | 100 m | Thomas Rupprath Gao Chang         | 51"47 58"45     | 200 m  | Tomomi Morita Reiko Nakamura | 1'54"24 2'05"99 |
| Rana         |                                  |               |       |                                   |                 |        |                              |                 |
| 50 m         | Ed Moses Kristy Kowal            | 26"68 30"94   | 100 m | Ed Moses Mirna Jukić              | 58"23 1'06"75   | 200 m  | Ed Moses Mirna Jukić         | 2'02"92 2'22"79 |
| Farfalla     |                                  |               |       |                                   |                 |        |                              |                 |
| 50 m         | Andrij Serdinov Petria Thomas    | 23"36 26"06   | 100 m | Thomas Rupprath Martina Moravcová | 50"79 56"93     | 200 m  | Ștefan Gherghel Yang Yu      | 1'53"94 2'04"04 |
| Misti        |                                  |               |       |                                   |                 |        |                              |                 |
| 100 m        | Marco di Carli Martina Moravcová | 54"33 1'00"68 | 200 m | Brian Johns Yang Yu               | 1'56"09 2'10"01 | 400 m  | Alessio Boggiatto Zhou Yafei | 4'06"37 4'34"85 |

### Mosca
Fonte
| Gara         | Atleti                              | Perf.                   | Gara  | Atleti                           | Perf.           | Gara   | Atleti                                 | Perf.           |
| ------------ | ----------------------------------- | ----------------------- | ----- | -------------------------------- | --------------- | ------ | -------------------------------------- | --------------- |
| Stile libero |                                     |                         |       |                                  |                 |        |                                        |                 |
| 50 m         | Jason Lezak Courtney Shealy         | 21"60 25"07             | 200 m | Andrej Kapralov Josefin Lillhage | 1'46"21 1'56"60 | 800 m  | Maria Bulakhova                        | 8'36"02         |
| 100 m        | Andrej Kapralov Johanna Sjöberg     | 47"94 53"90             | 400 m | Jurij Prilukov Alena Popčanka    | 3'45"19 4'07"13 | 1500 m | Jurij Prilukov                         | 14'47"42        |
| Dorso        |                                     |                         |       |                                  |                 |        |                                        |                 |
| 50 m         | Randall Bal Sophie Edington         | 24"06 27"97             | 100 m | Randall Bal Courtney Shealy      | 52"18 59"90     | 200 m  | Evgeny Aleshin Stanislava Komarova     | 1'53"70 2'06"59 |
| Rana         |                                     |                         |       |                                  |                 |        |                                        |                 |
| 50 m         | Ed Moses Roman Sludnov Kristy Kowal | \| 27"44 \| \| 31"10 \| | 100 m | Ed Moses Elena Bogomazova        | 59"33 1'07"79   | 200 m  | Ed Moses Ekaterina Kormacheva          | 2'08"27 2'27"43 |
| Farfalla     |                                     |                         |       |                                  |                 |        |                                        |                 |
| 50 m         | Nikolaj Skvorcov Johanna Sjöberg    | 23"80 26"55             | 100 m | Nikolaj Skvorcov Johanna Sjöberg | 51"42 58"54     | 200 m  | Nikolaj Skvorcov Ekaterina Vinogradova | 1'54"21 2'11"40 |
| Misti        |                                     |                         |       |                                  |                 |        |                                        |                 |
| 100 m        | Dzianis Silkou Jana Kločkova        | 55"73 1'02"36           | 200 m | Liu Weijia Jana Kločkova         | 2'00"19 2'11"08 | 400 m  | Aleksey Kovrigin Jana Kločkova         | 4'13"44 4'39"34 |
| 27"44        |                                     |                         |       |                                  |                 |        |                                        |                 |
| 31"10        |                                     |                         |       |                                  |                 |        |                                        |                 |

### New York
Fonte
| Gara         | Atleti                         | Perf.         | Gara  | Atleti                                          | Perf.                   | Gara   | Atleti                         | Perf.           |
| ------------ | ------------------------------ | ------------- | ----- | ----------------------------------------------- | ----------------------- | ------ | ------------------------------ | --------------- |
| Stile libero |                                |               |       |                                                 |                         |        |                                |                 |
| 50 m         | Jason Lezak Jenny Thompson     | 21"42 24"60   | 200 m | Ryk Neethling Camelia Potec                     | 1'43"85 1'56"78         | 800 m  | Sachiko Yamada                 | 8'13"66         |
| 100 m        | Jason Lezak Jenny Thompson     | 46"98 53"63   | 400 m | Chad Carvin Sachiko Yamada                      | 3'40"87 4'01"36         | 1500 m | Dragoş Coman                   | 14'44"69        |
| Dorso        |                                |               |       |                                                 |                         |        |                                |                 |
| 50 m         | Neil Walker Jennifer Carroll   | 23"77 27"69   | 100 m | Randall Bal Sarah Price                         | 52"08 1'00"39           | 200 m  | Răzvan Florea Elizabeth Warden | 1'53"80 2'08"19 |
| Rana         |                                |               |       |                                                 |                         |        |                                |                 |
| 50 m         | Ed Moses Gabrielle Rose        | 26"85 31"34   | 100 m | Ed Moses Masami Tanaka                          | 57"96 1'07"16           | 200 m  | Ed Moses Masami Tanaka         | 2'04"61 2'21"20 |
| Farfalla     |                                |               |       |                                                 |                         |        |                                |                 |
| 50 m         | Roland Schoeman Jenny Thompson | 23"04 26"04   | 100 m | Ben Michaelson Martina Moravcová Jenny Thompson | \| 51"42 \| \| 57"87 \| | 200 m  | Michael Raab Georgina Lee      | 1'56"28 2'08"03 |
| Misti        |                                |               |       |                                                 |                         |        |                                |                 |
| 100 m        | Neil Walker Gabrielle Rose     | 53"67 1'00"54 | 200 m | Peter Mankoč Jana Kločkova                      | 1'59"21 2'09"79         | 400 m  | Chad Carvin Jana Kločkova      | 4'11"78 4'33"58 |
| 51"42        |                                |               |       |                                                 |                         |        |                                |                 |
| 57"87        |                                |               |       |                                                 |                         |        |                                |                 |

### Rio de Janeiro
Fonte
| Gara         | Atleti                          | Perf.         | Gara  | Atleti                            | Perf.           | Gara   | Atleti                         | Perf.           |
| ------------ | ------------------------------- | ------------- | ----- | --------------------------------- | --------------- | ------ | ------------------------------ | --------------- |
| Stile libero |                                 |               |       |                                   |                 |        |                                |                 |
| 50 m         | José Meolans Flávia Delaroli    | 21"59 24"83   | 200 m | Dragoş Coman Camelia Potec        | 1'46"41 1'55"81 | 800 m  | Camelia Potec                  | 8'29"37         |
| 100 m        | José Meolans Johanna Sjöberg    | 47"69 53"58   | 400 m | Dragoş Coman Camelia Potec        | 3'44"54 4'07"45 | 1500 m | Dragoş Coman                   | 15'06"33        |
| Dorso        |                                 |               |       |                                   |                 |        |                                |                 |
| 50 m         | Cao Xue Wei Nam Eun Lee         | 24"79 28"32   | 100 m | Răzvan Florea Charlène Wittstock  | 53"35 1'00"98   | 200 m  | Răzvan Florea Jana Kločkova    | 1'55"01 2'09"40 |
| Rana         |                                 |               |       |                                   |                 |        |                                |                 |
| 50 m         | Mark Gangloff Amanda Beard      | 27"63 30"99   | 100 m | Eduardo Fischer Amanda Beard      | 1'00"11 1'06"53 | 200 m  | Hugues Duboscq Amanda Beard    | 2'12"19 2'23"74 |
| Farfalla     |                                 |               |       |                                   |                 |        |                                |                 |
| 50 m         | Kaio de Almeida Johanna Sjöberg | 23"77 26"39   | 100 m | Johannes Dietrich Johanna Sjöberg | 52"39 58"33     | 200 m  | Ștefan Gherghel Jana Kločkova  | 1'55"64 2'09"50 |
| Misti        |                                 |               |       |                                   |                 |        |                                |                 |
| 100 m        | George Bovell Amanda Beard      | 54"35 1'01"85 | 200 m | George Bovell Jana Kločkova       | 1'57"57 2'09"75 | 400 m  | Christian Keller Jana Kločkova | 4'15"40 4'38"15 |